# Križ Brdovečki
 Križ Brdovečki  (horvát névváltozatai: Sveti Križ, Sveti Križ Brdovečki, Brdovečki Sveti Križ) falu Horvátországban Zágráb megyében. Közigazgatásilag Marija Goricához tartozik.

## Fekvése
Zágrábtól 24 km-re északnyugatra, községközpontjától 3 km-re délnyugatra a marija goricai előhegységben fekszik.

## Története
A település templomának és temetőjének helyén már a vaskorban egy erődített település volt, mely kedvező fekvésénél fogva ellenőrizte a Száva völgyét és a Pannóniából az előalpi térségbe irányuló forgalmat. Ezt igazolják az itt előkerült leletek, cseréptöredékek, használati tárgyak, edények és épületnyomok. A faluba vezető út mellett volt a temető, melynek feltárása elkezdődött. Találtak egy lovassírt, melyben a halott lovával és az életben használt tárgyaival együtt volt eltemetve. Ezt a sírt fejedelmi sírnak nevezték el, mert az eltemetés módja vezető személyre enged következtetni. Felszereléséből megmaradt a bronz sisak, egy díszes övcsat és ruházatának bizonyos részei. A ló felszerelséből egy bronz falera (kantárszíjelosztó) és a vas zabla maradt fenn. A mellette talált cserepek valószínűleg az ételeket tartalmazó edények maradványai voltak. A leletket az i. e. 700 körüli időre keltezték.
A templom helyén állt Brdovec középkori plébániatemploma, melyet 1334-ben említ Ivan goricai főesperes a zágrábi káptalan statutumában. A plébánia székhelyét a 17. században helyezték át a mai Brdovec területére. 
A falunak 1857-ben 362, 1910-ben 489 lakosa volt. Trianon előtt Zágráb vármegye Zágrábi járásához tartozott. 2011-ben 445 lakosa volt.

## Lakosság
| Lakosság változása | Lakosság változása | Lakosság változása | Lakosság változása | Lakosság változása | Lakosság változása | Lakosság változása | Lakosság változása | Lakosság változása | Lakosság változása | Lakosság változása | Lakosság változása | Lakosság változása | Lakosság változása | Lakosság változása | Lakosság változása |
| ------------------ | ------------------ | ------------------ | ------------------ | ------------------ | ------------------ | ------------------ | ------------------ | ------------------ | ------------------ | ------------------ | ------------------ | ------------------ | ------------------ | ------------------ | ------------------ |
| 1857               | 1869               | 1880               | 1890               | 1900               | 1910               | 1921               | 1931               | 1948               | 1953               | 1961               | 1971               | 1981               | 1991               | 2001               | 2011               |
| 362                | 379                | 416                | 419                | 441                | 489                | 497                | 519                | 520                | 510                | 494                | 381                | 301                | 309                | 387                | 445                |

## Nevezetességei
A Szent Kereszt tiszteletére szentelt temploma a 14. században épült. A temetővel körülvett templom a település déli szélén, egy magaslaton található, ahonnan uralja a területet. Sokszög záródású szentéllyel, a bejárat előtti masszív harangtoronnyal, oldalkápolnával és sekrestyével rendelkezik. A mai templom a középkortól a 19. századig tartó, egymást követő átépítésekkel jött létre. A 16. századi harangtorony, a 18. századi kápolna és sekrestye hozzáépítésével fokozatos bővítésekkel alakult ki, egy széles teret uraló és tagoló festői egész, amely magas környezeti értéket képvisel.